# Morasjön, Hälsingland
Morasjön är en sjö i Hudiksvalls kommun i Hälsingland och ingår i Delångersåns huvudavrinningsområde. Sjön är 2,3 meter djup, har en yta på 0,253 kvadratkilometer och befinner sig 53,3 meter över havet. Sjön avvattnas av vattendraget Duvnäsbäcken.

## Delavrinningsområde
Morasjön ingår i det delavrinningsområde (685757-153801) som SMHI kallar för Utloppet av Morasjön. Medelhöjden är 69 meter över havet och ytan är 3,58 kvadratkilometer. Räknas de 4 avrinningsområdena uppströms in blir den ackumulerade arean 21,83 kvadratkilometer. Duvnäsbäcken som avvattnar avrinningsområdet har biflödesordning 2, vilket innebär att vattnet flödar genom totalt 2 vattendrag innan det når havet efter 52 kilometer. Avrinningsområdet består mestadels av skog (32 procent), öppen mark (14 procent) och jordbruk (42 procent). Avrinningsområdet har 0,25 kvadratkilometer vattenytor vilket ger det en sjöprocent på 6,9 procent.